# Притворись моей женой
«Притворись моей женой», другое название «Жена-притворщица» (англ. Just Go with It) — комедия с голливудскими звёздами Дженнифер Энистон, Адамом Сэндлером в главных ролях. Этот фильм является ремейком комедии 1969 года «Цветок кактуса».

## Сюжет
Дэнни Маккоби (Адам Сэндлер) собирался жениться, но случайно узнал, что его будущая жена вовсю изменяет ему и выходит за него только из-за денег и положения (он собирался стать кардиологом). Отменив свадьбу, Дэнни отправляется в бар, чтобы «залить своё горе пивом». Там он знакомится с девушкой, которая, увидев кольцо, расспрашивает его о «жене». Чтобы не показаться полным неудачником, Дэнни придумывает историю о вымышленной жене, которая — настоящий тиран и наркоманка, а также про кучу детишек, которых они усыновили в своё время. Неожиданно девушка, видимо, пожалев беднягу, приглашает его уединиться. 
Дэнни понимает, что история с выдуманным браком стала для него ключом к наслаждениям, и начинает активно её использовать при знакомстве с девушками. Он меняет специализацию, становится пластическим хирургом, делает операцию, скорректировав немыслимых размеров нос, над которым когда-то потешалась его невеста, и переезжает в Беверли-Хиллз.
Проходит 20 лет. Дэнни Маккоби — успешный пластический хирург, у него — свой кабинет, весьма популярный у пациентов. Его ассистентка, секретарь, операционная сестра и вообще ближайшая помощница Кэтрин (Дженнифер Энистон) разведена и имеет двух детей — Мегги и Майкла. Кэтрин знает Дэнни, как никто другой, и не одобряет историю «мальчика с колечком». Также к Дэнни часто заходит его двоюродный брат Эдди, который вовсю пользуется его услугами.
Вскоре на одной из вечеринок Дэнни знакомится с красавицей Палмер, которая оказывается очень приятной девушкой, и Дэнни в неё влюбляется. Но, случайно обнаружив у Дэнни обручальное кольцо, Палмер очень обижается. Приём с выдуманным браком даёт осечку: Палмер не хочет быть любовницей. Дэнни решает убедить её в том, что он вот-вот разведётся и станет свободным, но Палмер не верит ему. Она должна убедиться во всём сама и поэтому хочет встретиться с его женой. Дэнни просит Кэтрин временно «стать его женой», встретиться с Палмер и подтвердить всю эту историю. Кэтрин соглашается. Встреча проходит гладко. Дэнни с Кэтрин убеждают Палмер, что терпеть друг друга не могут и находятся на грани развода. Но в конце вечера Кэтрин звонят дети, и она, забывшись, ласково разговаривает с ними. Услышав это, Палмер понимает, что у Кэтрин с Дэнни есть совместные дети, что очень злит самого Дэнни, для которого ничего не остаётся, кроме как впутать во всю эту историю и детей Кэтрин, так как Палмер изъявила желание встретиться и с ними. 
Детишки оказываются не промах и раскручивают богатого хирурга на всяческие развлечения. Особенно в этом преуспевает Майкл, который пытается уговорить Дэнни отправиться на Гавайи, чтобы поплавать там с дельфинами. Получив отказ, мальчик всё же уговаривает его, перед этим поговорив с Палмер, которой Дэнни не может отказать. Так вымышленная семья и Палмер отправляются на Гавайи. К ним также присоединяется и Эдди, который попадает в переделку, отправив свои эротические фотографии своей бывшей, которая обручена с борцом, и теперь последний ищет его.
На Гавайях у Дэнни всё складывается хорошо: он собирается сделать Палмер предложение. Во время совместного отдыха Кэтрин случайно встречает свою бывшую однокурсницу Девлин Адамс, которую ненавидит, так как та всегда издевалась над ней. Кэтрин не хочет выглядеть на фоне Девлин жалкой «разведёнкой», да ещё с двумя детьми, и она просит Дэнни подыграть ей. Дэнни вынужден согласиться, теперь наступает его черед изображать мужа. Так повязанные во лжи Кэтрин и Дэнни вынуждены придумывать всё новые и новые выходы из сложившихся обстоятельств, в процессе которых они понимают, что любят друг друга.

## В ролях
- Дженнифер Энистон — Кэтрин
- Адам Сэндлер — Дэнни
- Бруклин Деккер — Палмер
- Ник Свардсон — Эдди
- Бэйли Мэдисон — Мэгги / Кики Ди
- Гриффин Глюк — Майкл / Барт
- Дэйв Мэтьюс — Ян
- Николь Кидман — Девлин Адамс
- Кевин Нилон — Эдон
- Рэйчел Дрэч — Кирстен Брант
- Хайди Монтаг — Кимберли
- Минка Келли — Джоанна Деймон
- Киган-Майкл Ки — Эрнесто
- Аллен Коверт — Брайан
- Энди Роддик — камео, теннисист на борту самолёта

## Прокат
Дата выхода в прокат в Ирландии, Мексике и США: 24 марта 2011 года, в Белоруссии и России: 24 марта 2011 года, в Италии, Колумбии и Польше: 1 апреля 2011 года.

## Номинации
«Золотая малина» 2012
- Номинации (3)
  - «Худшая мужская роль второго плана» (Ник Свардсон)
  - «Худшая женская роль второго плана» (Николь Кидман)
  - «Худшая экранная пара»

Премия «MTV 2012»
- Номинации (2)
  - «Лучшая женская роль» (Дженнифер Энистон)
  - «Лучшая комедийная роль» (Адам Сэндлер)

## Критика
Фильм получил негативные отзывы кинокритиков. На сайте Rotten Tomatoes фильм имеет рейтинг 18 % на основе 137 рецензий со средним баллом 3,8 из 10. На сайте Metacritic фильм имеет оценку 33 из 100 на основе 31 рецензии критиков, что соответствует статусу «в целом неблагоприятные отзывы».